# Vaccinium perrigidum
Vaccinium perrigidum är en ljungväxtart som beskrevs av Adolph Daniel Edward Elmer. Vaccinium perrigidum ingår i Blåbärssläktet, och familjen ljungväxter. Inga underarter finns listade i Catalogue of Life.